# Dorit Kreysler

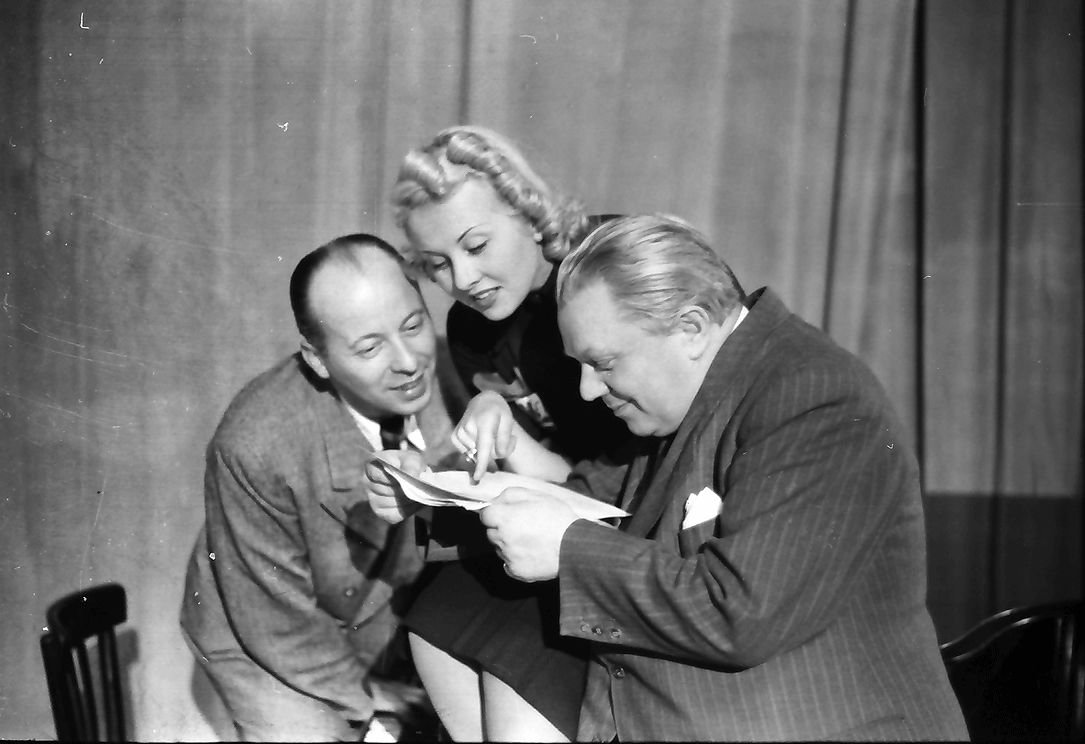
Dorit Kreysler mit Peter Igelhoff (links) und Willi Schaeffers (rechts), 1938

Dorit Kreysler (* 5. Dezember 1909 in Mödling, anderen Quellen nach in einem Feldlazarett bei Budapest; † 15. Dezember 1999 in Graz); eigentlich Dorothea Josephina Friedericke Nicolette Kreisler, war eine österreichische Sängerin und Schauspielerin.

## Leben
Dorit Kreysler war Tochter eines k. u. k.-Kavallerie-Obristen. So soll die hochschwangere Mutter ihren Mann auf ein Manöver nach Budapest begleitet haben, so dass Dorit in einem Feldlazarett zur Welt kam.
Schon als Kind zeigte sie Ambitionen zum Theater und wirbelte singend und tanzend durch die elterliche Wohnung in Graz. Der Wiener Theaterkritiker Hans Liebstöckl begegnete ihr in der Straßenbahn und soll so beeindruckt von ihr gewesen sein, dass er ihr riet, zur Bühne zu gehen.
Er sprach bei den Eltern vor, so dass der Vater schließlich einwilligte. Nach Schauspiel- und Tanzunterricht stand sie in der Tschechoslowakei das erste Mal in einer Jedermann-Aufführung auf der Bühne.
Von dort ging sie nach St. Gallen in die Schweiz, wo sie vor allem heitere Rollen spielte.

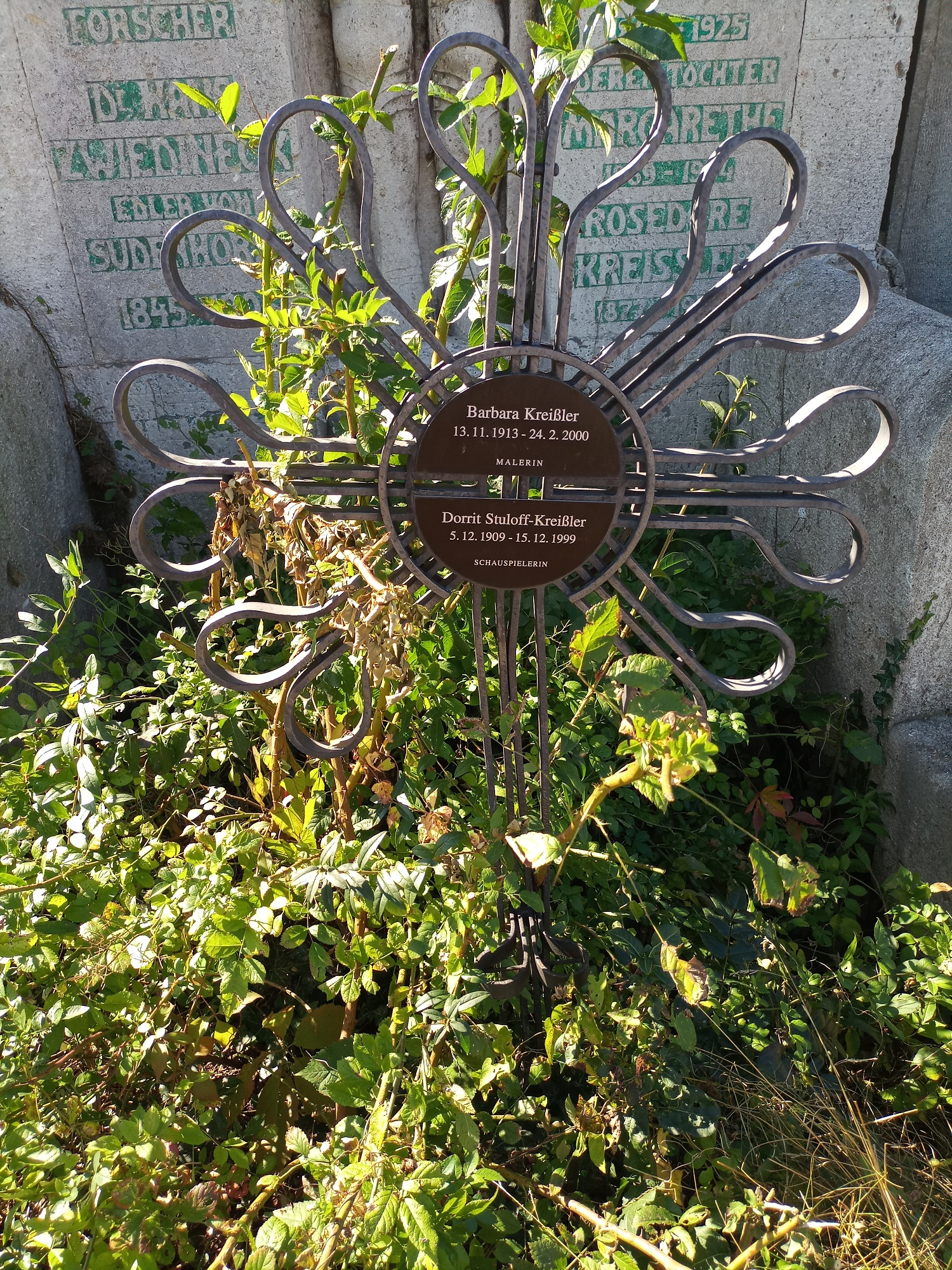
Grabkreuz, St.-Peter-Stadtfriedhof (Graz)

Erste Filmerfahrungen sammelte sie zwischen 1934 und 1935, sie sprang für die erkrankte Renate Müller in Freut euch des Lebens ein. Zunächst blieb sie jedoch noch der Arbeit am Theater verpflichtet. Nach Gastspielen im Berliner Metropoltheater 1939 konzentrierte sie sich schließlich ganz auf die Filmarbeit.
Sie stand 1944 in der Gottbegnadeten-Liste des Reichsministeriums für Volksaufklärung und Propaganda.
Zu ihren bekanntesten Filmen zählen Wiener Blut von Willi Forst (1942), Karneval der Liebe (1943) mit Johannes Heesters und Die Fledermaus (1946), in der sie die Adele verkörperte. In Karneval der Liebe sang sie mit Heesters das bekannte und seinerzeit beliebte Duett „Junger Mann (Haben Sie schon mal im Dunkeln geküßt?)“, das Michael Jary verfasst hatte. 1945 heiratete sie den Weißrussen Timothé Stuloff. Am ersten Tag nach Kriegsende kam ihre Tochter Anja zur Welt. 1953 wurde die Ehe wieder geschieden. In den 1950er-Jahren spielte sie vor allem in Nebenrollen und konzentrierte sich ab 1957 wieder ganz auf ihre Bühnentätigkeit. Immer wieder spielte sie in ihrer Heimatstadt Graz. 
Zuletzt lebte Dorit Kreysler in einem Grazer Senioren- und Pflegeheim, wo sie kurz nach ihrem 90. Geburtstag verstarb.

## Filmografie
- 1934: Freut Euch des Lebens
- 1934: Herr Kobin geht auf Abenteuer
- 1934: Jungfrau gegen Mönch
- 1935: Frischer Wind aus Kanada
- 1935: Eine Nacht an der Donau
- 1938: Aber mein lieber Herr Neumann
- 1938: Peter spielt mit dem Feuer
- 1939: Dienst am Kunden
- 1939: Tee zu zweien
- 1939: Die kluge Schwiegermutter
- 1939: Die Frau ohne Vergangenheit
- 1939: Mann im Schrank
- 1939: Rosemarie will nicht mehr lügen
- 1940: Rosen in Tirol
- 1940: Meine Tochter lebt in Wien
- 1940: Kriminalkommissar Eyck
- 1940: Herz ohne Heimat
- 1940: Eifersucht ist eine Leidenschaft
- 1940: Liebesschule
- 1942: Wiener Blut
- 1943: Karneval der Liebe
- 1943: Geliebter Schatz
- 1943: Die Wirtin zum Weißen Rößl
- 1944: Der Meisterdetektiv
- 1944/46: Die Fledermaus
- 1944/49: Ruf an das Gewissen
- 1948: Leckerbissen
- 1949: 12 Herzen für Charly
- 1949: Nichts als Zufälle
- 1949: Artistenblut
- 1949: Ich mach dich glücklich
- 1950: Hochzeit mit Erika
- 1951: Czardas der Herzen
- 1951: Sensation in San Remo
- 1952: Der keusche Lebemann
- 1952: Ich hab’ mein Herz in Heidelberg verloren
- 1953: Tante Jutta aus Kalkutta
- 1953: Die vertagte Hochzeitsnacht
- 1954: Dieses Lied bleibt bei dir
- 1955: Die Wirtin an der Lahn
- 1955: Mensch ärger' dich nicht!
- 1956: In Hamburg sind die Nächte lang
- 1956: Opernball
- 1956: Liebe, Sommer und Musik
- 1957: 2 Herzen voller Seligkeit
- 1957: Das einfache Mädchen

## Diskografie (Auswahl)
- 1934: Beim Walzer mach ich die Augen zu
- 1943: Junger Mann, wenn sie auch nett und charmant sind
- 1943: Eins, zwei, drei Liebe ist nur Zauberei (Hokuspukus)